# Argentina Open 2015
Argentina Open 2015 — тенісний турнір, що проходив на ґрунтових кортах у місті Буенос-Айрес, Аргентина з 23 лютого. Належав до категорії ATP World Tour 250.

## Фінальна частина

### Одиночний розряд
Рафаель Надаль —  Хуан Монако 6–4, 6–1

### Парний розряд
Яркко Ніємінен /  Андре Са —  Пабло Андухар /  Олівер Марах 4–6, 6–4, [10–7]